# Херман I фон Шьонбург
Херман I фон Шьонбург (на немски: Herman I von Schoenburg; † сл. 1186) е благородник от род Шьонбург.

## Произход
Той е син на Хуго фон Шьонбург († сл. 1172) и съпругата му Валпурга/Валперга. Брат е на Албрехт († 1217), Бодо († 1217), Конрад († 1186) и Хуго фон Шьонбург († 1197).
Около 1170 г. фамилията основава замък Глаухау (в Цвикау). Синът му Херман II подарява през 1233 г. женския бенедиктински манастир Герингсвалде (в Саксония), който до реформацията е гробно място на фамилията. До днес съществуват клоновете Шьонбург-Валденбург, Шьонбург-Хартенщайн като Шьонбург-Глаухау.

## Деца
Херман I фон Шьонбург има един син:
- Херман II фон Шьонбург († сл. 18 април 1224), баща на Херман III фон Шьонбург († сл. 1238) и дядо на Фридрих I фон Шьонбург († 24 юни 1291), който продължава рода.